# Alps Monogatari Watashi no Annette
«Альпийская история: Моя Аннетт» (яп. アルプス物語　わたしのアンネット Арупусу моногатари ватаси но Аннэтто, Alps Story: My Annette) — аниме режиссёра Кодзо Кусубы, сделанное на студии Nippon Animation. Сюжет основан на детской книге «Следы на снегу» Патриции М. Ст. Джон. Аниме является частью серии «Театр мировых шедевров».

## Сюжет
Аннетт живет в деревне в Швейцарии. Она и Люсьен были хорошими друзьями, пока из-за несчастного случая, произошедшего по вине Люсьена, младший брат Аннетт (Дэнни) становится инвалидом. Аннетт начинает ненавидеть Люсьена. Люсьен неоднократно пытается попросить прощения, но Аннетт по-прежнему испытывает злость. Люсьен встречает старика по имени Пегин. Дедушка Пегин обнаружил у Люсьена талант к вырезанию по дереву, и обучает его этому ремеслу. После Пегин рассказывает Люсьену, что когда-то ограбил банк, но он вновь заработал все те деньги что украл, и хочет потратить их на какое-нибудь доброе дело. Аннетт ломает деревянную лошадь, вырезанную Люсьеном для конкурса ручных работ, после чего мучается чувством вины.
Однажды зимним днём Аннетт подворачивает ногу. Девочка боится, что может замёрзнуть на смерть, но, к счастью, её находит Люсьен. Аннетт признаётся, что сломала деревянную игрушку, и просит у Люсьена прощения. Он относит Аннетт домой. Люсьен рад возможности возобновить их дружбу. Но Люсьен услышал от сестры которая работала горничной, что в отеле где она работает остановился доктор Гивет — специалист по таким травмам как у Дэнни. Но доктор должен был уехать уже утром, и Люсьен, несмотря на вьюгу отправляется через перевал в отель. Люсьен договаривается с доктором, и тот соглашается осмотреть Дэнни. После осмотра, доктор Гивет говорит что Дэнни нужна операция. Дедушка Пегин оплачивает лечение. Выясняется, что доктор Гивет — это сын дедушки Пегина. Дэнни вместе с Аннетт отправляются в больницу, а по возвращении Аннетт, Дэнни, и Люсьен становятся неразлучны.

## Роли озвучивают
- Кэйко Хан — Аннетт Барнье
- Эйко Хисамура — Люсьен Морель
- Санаэ Миюки — Даниэль «Дэни» Барнье
- Осаму Кобаяси — Пьер Барнье
- Эйко Масуяма — Франсин Барнье
- Тэруэ Нунами — Клод Марта
- Кинсиро Ивао — Дедушка Пегин
- Томиэ Катаока — Элизабет Морель
- Рихоко Ёсида — Мари Морель
- Сэйко Накано — Марианна
- Харуми Идзука — Кристина
- Кадзуё Аоки — Жан
- Тэйю Итирюсай — Антон
- Тиёко Кавасима — Франц Йозеф
- Кан Токумару — Господин Николя
- Масато Яманоути — Доктор Гивет
- Юкико Насива — Элена
- Ёко Асагами — Элизабет
- Юко Мита — Марк